# Forteresse de Juromenha
La forteresse de Juromenha est une fortification militaire médiévale situé à Ouguela dans la freguesia São Brás dos Matos e Juromenha, sur le territoire de la municipalité d'Alandroal (district d'Évora, Portugal),.
Il faisait partie d'une première ligne de défense dans l'Alentejo portugais, en conjonction avec les forts militaires de Campo Maior, Elvas, Olivence et Ouguela.
Il est classé Immeuble d'intérêt public (Catégorie IIP)  depuis 1957.

## Historique
Dominant ce point de passage du fleuve Guadiana, son occupation remonte aux Gallo Celtes et aux Romains. Occupée plus tard lors de la conquête musulmane de la péninsule Ibérique, elle resta pendant deux siècles, lors de la reconquête chrétienne de la péninsule, un avant-poste défendant l'importante ville de Badajoz, à partir du Xe siècle, aux mains du califat de Cordoue.

### Le château médiéval
Le village et son château furent conquis à partir de 1167 par les troupes du roi Afonso Henriques (1112-1185), assistées des forces du légendaire Gerald l'intrépide (pt). En récompense, le souverain nomma ce dernier maire du château. La ville et le château retournèrent aux mains des musulmans, sous le commandement du calife Abu Yusuf Yaqub al-Mansur, en 1191, pour être définitivement conquis par les forces portugaises, sous le commandement de Paio Peres Correia, en 1242.

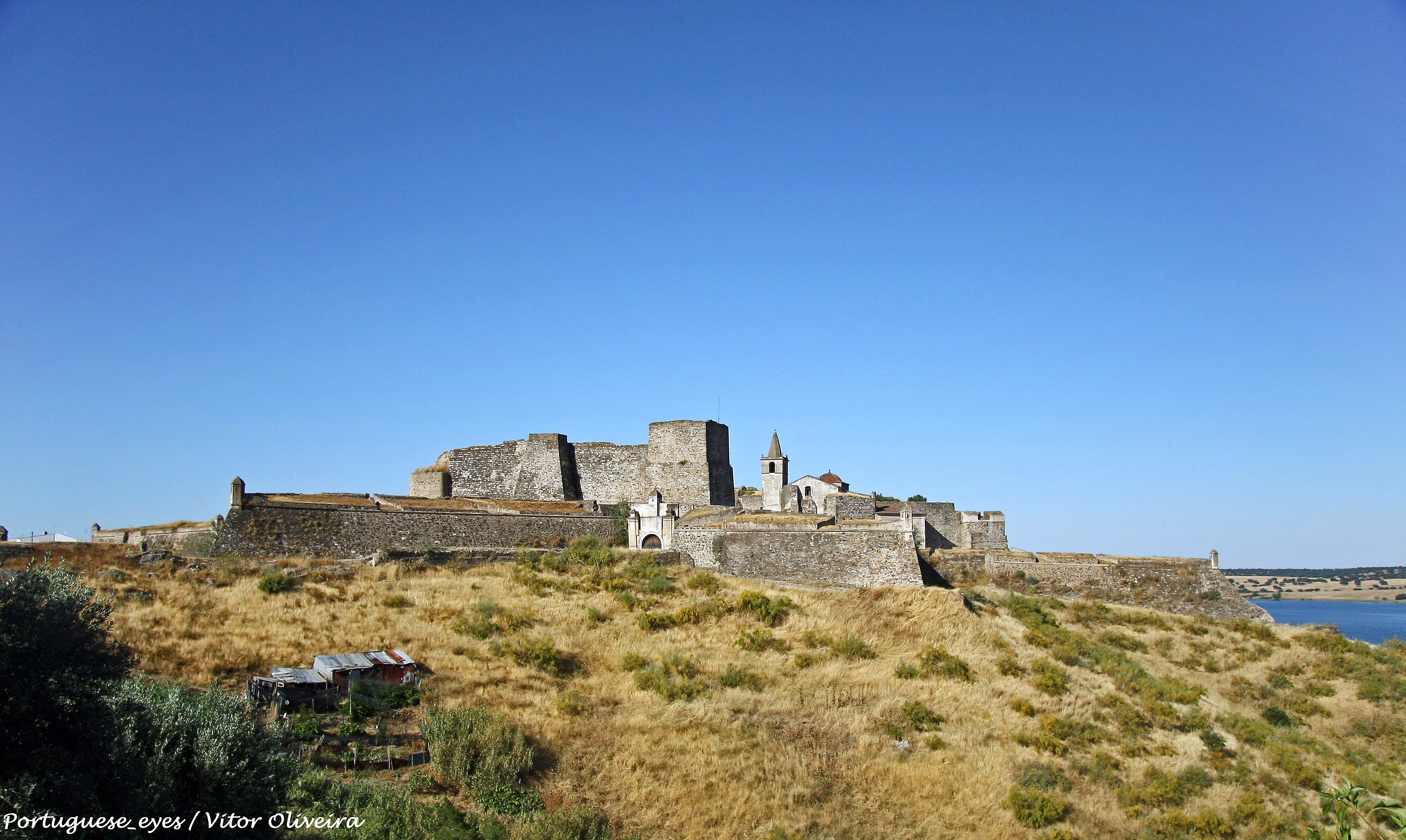

Le roi Denis Ier (1279-1325), préoccupé par cette situation, augmenta sa population en lui accordant une charte en 1312 et en renforçant considérablement ses défenses. Ainsi, la ville commença à se doter de murailles recouvertes de granite et d'ardoise, auxquels furent ajoutées 16 tours quadrangulaires, dominées par un imposant donjon culminant à 44 m.
Dans ce château ont eu lieu le mariage du roi Alphonse IV (1325-1357) avec Béatrice de Castille (1309) et d'Alphonse XI de Castille  avec Marie de Portugal.
Sa charte fut confirmée sous le règne de Jean II (1481-1495), le 28 août 1492, et la ville et son château sont représentés (côté nord) par Duarte de Armas (pt) dans son Livre des Forteresses (vers 1509).

### La forteresse

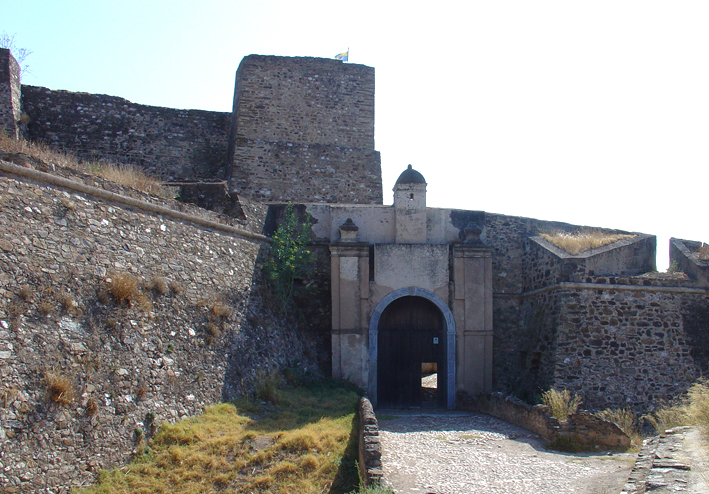

Elle fut renforcée et agrandie pendant la guerre de Restauration portugaise, à partir de 1640, face à l'imminence d'une invasion espagnole. Compte tenu de la précarité de sa défense, datant du Moyen Âge, trois plans différents visant à la moderniser furent présentés en 1644 au Conseil de Guerre du roi Jean IV (1640-1656) :
- celui conçu par l'ingénieur militaire et architecte italien Pascoeli, abandonné car il n'offrait pas une protection suffisante ;
- celui du jésuite hollandais Joannes Cieremans, élu à l'époque, malgré des coûts élevés et des difficultés techniques ;
- celui du Français Nicolas de Langres  qui, devant la paralysie du projet de son prédécesseur, le fit approuver en 1646, reprenant les travaux.

Alors que les travaux étaient encore en cours, un incendie fit exploser le dépôt de poudre (janvier 1659), détruisant une partie importante des structures existantes et l'ancien palais municipal. 
Entré au service de l'Espagne, Langres commanda personnellement l'artillerie ennemie lors de l'attaque de 1662, s'emparant de cette fortification qu'il avait lui-même construite. Cette forteresse resta occupée par les troupes espagnoles jusqu'au traité de Lisbonne (13 février 1668), date à laquelle elle retourna sous le contrôle de la Couronne portugaise.
La forteresse a subi de graves dommages lors d'un tremblement de terre en 1755, et des réparations et des extensions ont été effectuées lorsqu'un nouveau bastion a été ajouté au mur du côté du fleuve Guadiana pour défendre le mouillage.
Au début du XIXe siècle, à l'aube de la guerre d'indépendance espagnole, elle fut livrée, sans résistance de son gouverneur, aux troupes espagnoles à l'époque de la guerre des Oranges, pour être récupérée en 1808.
Avec la perte de sa fonction défensive due à l'évolution des moyens militaires, la place-forte tomba en déclin, jusqu'à son abandon en 1920 en raison d'une épidémie de peste.

## Description
Cette fortification de type mixte, présente un plan polygonal, composé de deux ceintures de murailles, l'une interne, où se trouve l'ancien donjon, et l'autre, externe, de type bastionné, où l'on peut observer la présence des différents éléments de ce type de fortification : courtines, ravelins, fossés secs, embrasures d'artillerie et autres.

## Galerie

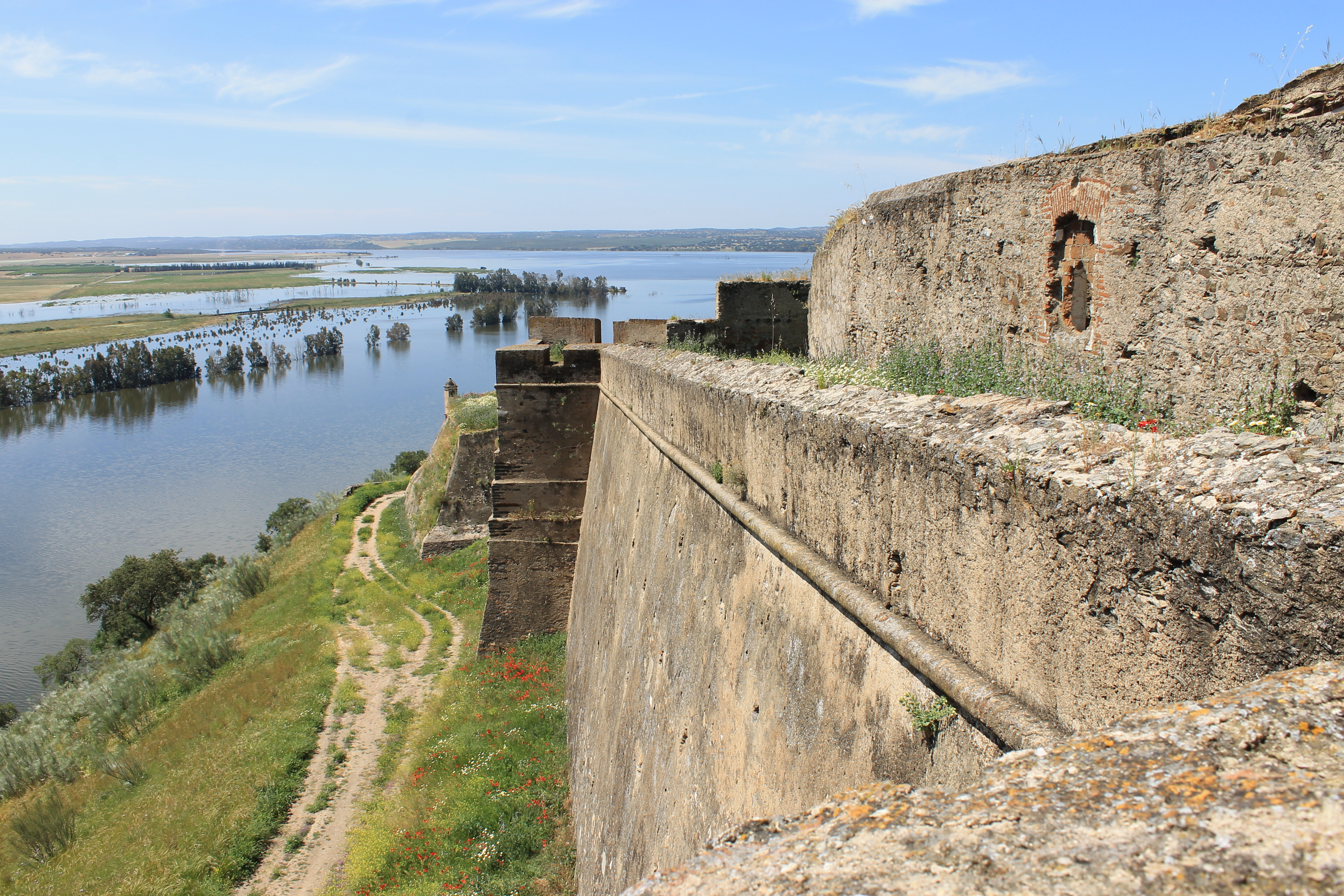
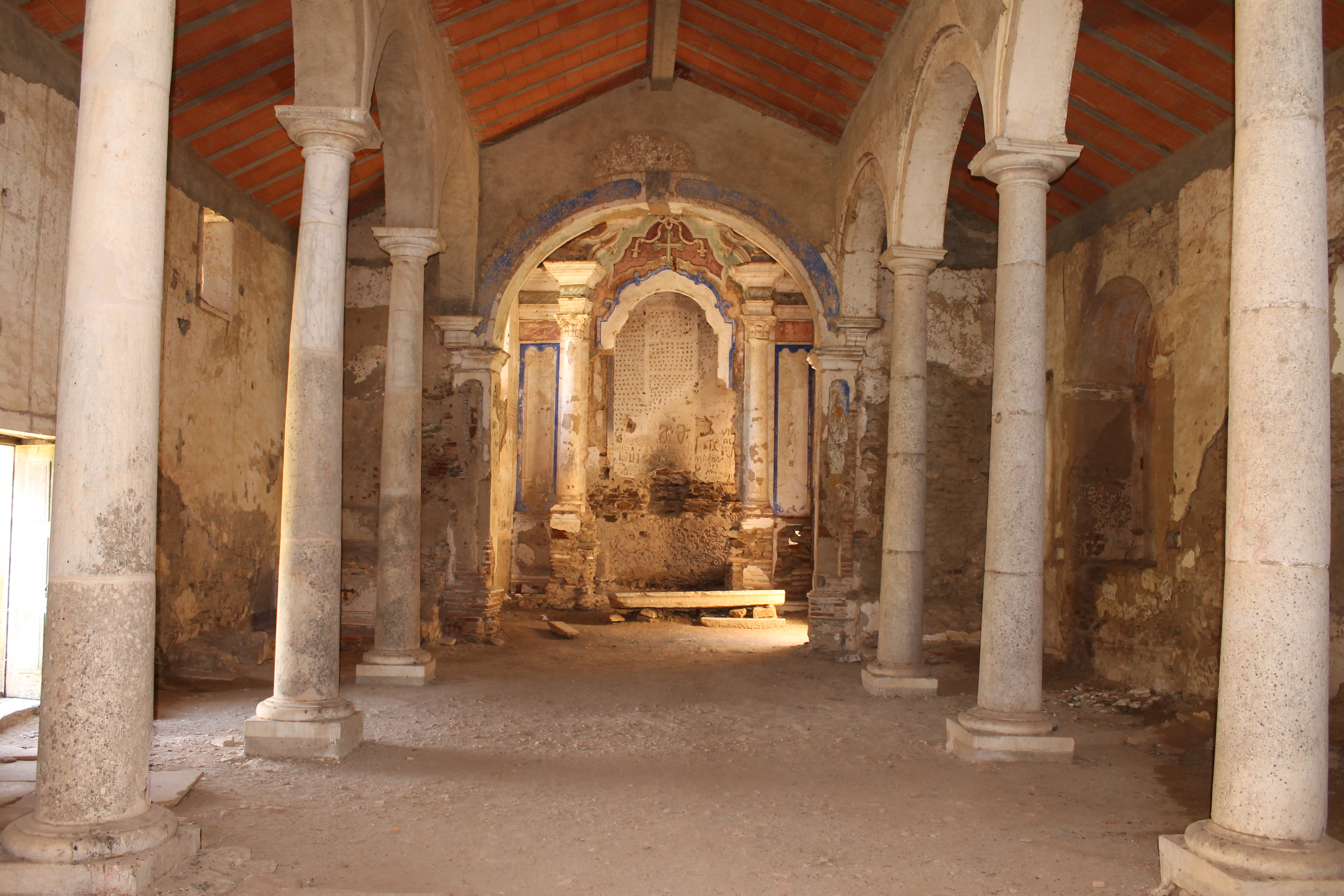